# Roberto Piqueras
Roberto Piqueras Garcia (* 19. Juni 1990) ist ein spanischer Biathlet.
Roberto Piqueras gab 2012 sein internationales Debüt im IBU-Cup-Rennen von Ridnaun und wurde 107. eines Sprints. In Martell erreichte er in seinem zweiten Rennen als 99. erstmals eine zweistellige Platzierung. Zur ersten internationalen Meisterschaft wurden die Sommerbiathlon-Weltmeisterschaften 2013 in Forni Avoltri. Piqueras wurde 39. des Sprints, trat aber im darauf basierenden Verfolgungsrennen nicht mehr an.
National wurde Piqueras 2011 Vizemeister der Junioren im Einzel, 2012 gewann er den Titel Crosslauf-Sommerbiathlon-Sprint bei den Männern.

## Statistik

### Platzierungen im Biathlon-Weltcup
Die Tabelle zeigt alle Platzierungen (je nach Austragungsjahr einschließlich Olympische Spiele und Weltmeisterschaften).
- 1.–3. Platz: Anzahl der Podiumsplatzierungen
- Top 10: Anzahl der Platzierungen unter den ersten zehn (einschließlich Podium)
- Punkteränge: Anzahl der Platzierungen innerhalb der Punkteränge (einschließlich Podium und Top 10)
- Starts: Anzahl gelaufener Rennen in der jeweiligen Disziplin
- Staffel: inklusive Mixed- und Single-Mixed-Staffeln

| Platzierung                    | Einzel | Sprint | Verfolgung | Massenstart | Staffel | Gesamt |
| ------------------------------ | ------ | ------ | ---------- | ----------- | ------- | ------ |
| 1. Platz                       |        |        |            |             |         |        |
| 2. Platz                       |        |        |            |             |         |        |
| 3. Platz                       |        |        |            |             |         |        |
| Top 10                         |        |        |            |             |         |        |
| Punkteränge                    |        |        |            |             |         |        |
| Starts                         | 3      | 5      |            |             |         | 8      |
| Stand: nach der Saison 2022/23 |        |        |            |             |         |        |